# Güiria
Güiria – miasto portowe w Wenezueli w stanie Sucre. W 2011 roku liczyło 29 115 mieszkańców.

## Położenie
Miasto położone nad zatoką Paria, którą łączy Cieśnina Smoka z Morza Karaibskim i Cieśnina Węża z Oceanem Atlantyckim. W pobliżu położone jest wyspiarskie państwo Trynidad i Tobago.

## Opis
Miejscowość została założona 8 grudnia 1767 roku. Obecnie jest ośrodkiem przemysłu, gazowniczego, petrochemicznego, tytoniowego, rybnego i rolnego. Mieści się tu siedziba przedsiębiorstwa PDVSA zajmujące się przetwórstwem ropy naftowej. Znajduje się tu kościół ewangelicki Luz del Salvador i Plac im. Francisco de Mirandy poświęcony wenezuelskiemu rewolucjoniście.

## Transport
- Port lotniczy,
- Międzynarodowy port rybacki.

## Baza hotelowa
- Gran Hotel
- Hotel Agua Azul
- Hotel El Costeño Suite

## Gastronomia
- Restauracja El Limon
- Kawiarnia Antojitos

## Sport
W mieście jest uprawiany sport drużynowy krykiet.